# Kapittelkerk

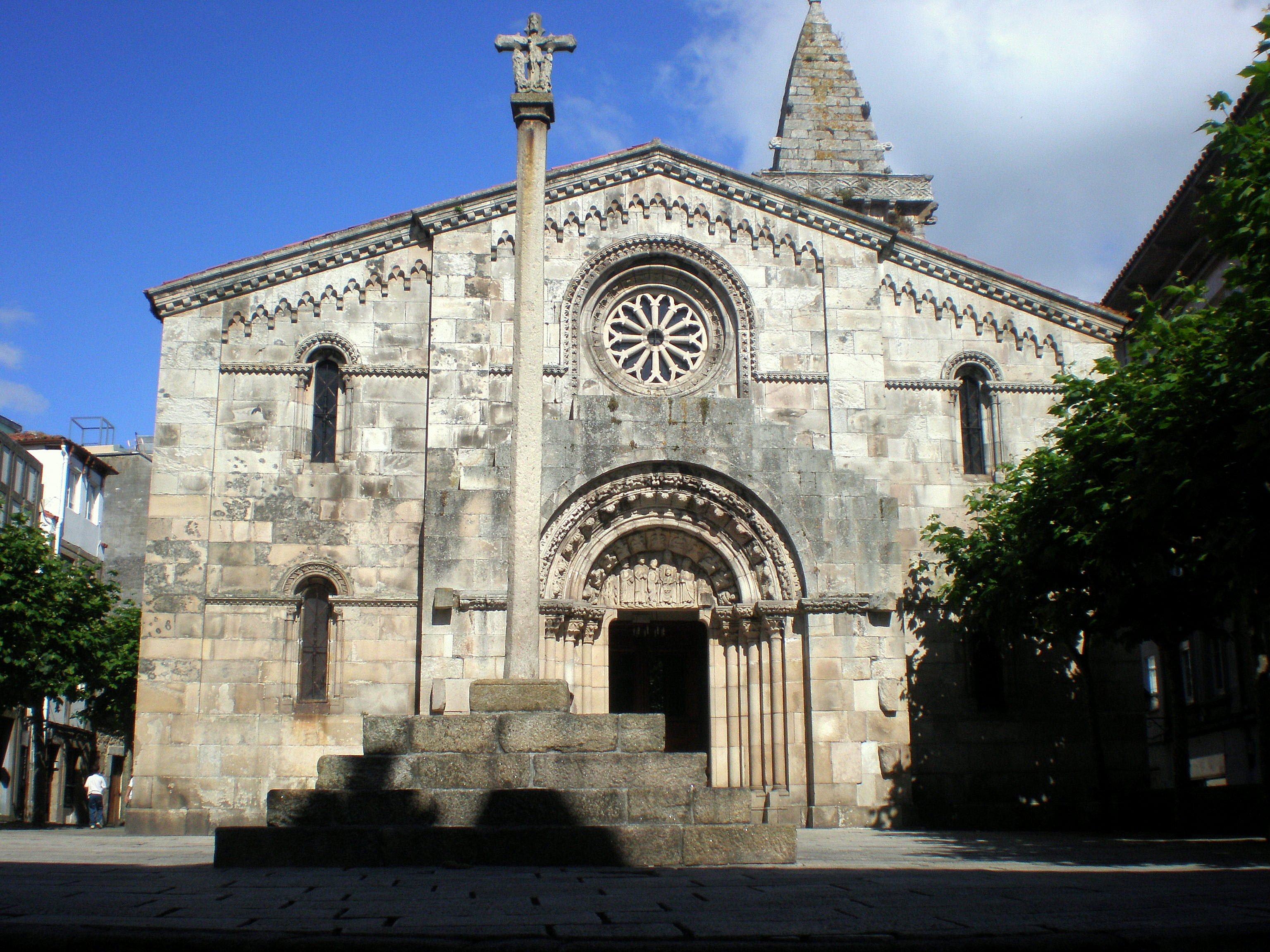
Collegiale kerk van Santa María del Campo in A Coruña (Spanje)

Een kapittelkerk of collegiale kerk is een rooms-katholieke of anglicaanse kerk waaraan een kapittel van seculiere kanunniken is verbonden. In Nederland en België hebben tegenwoordig alleen nog enkele kathedralen een kapittel.

## Kenmerken

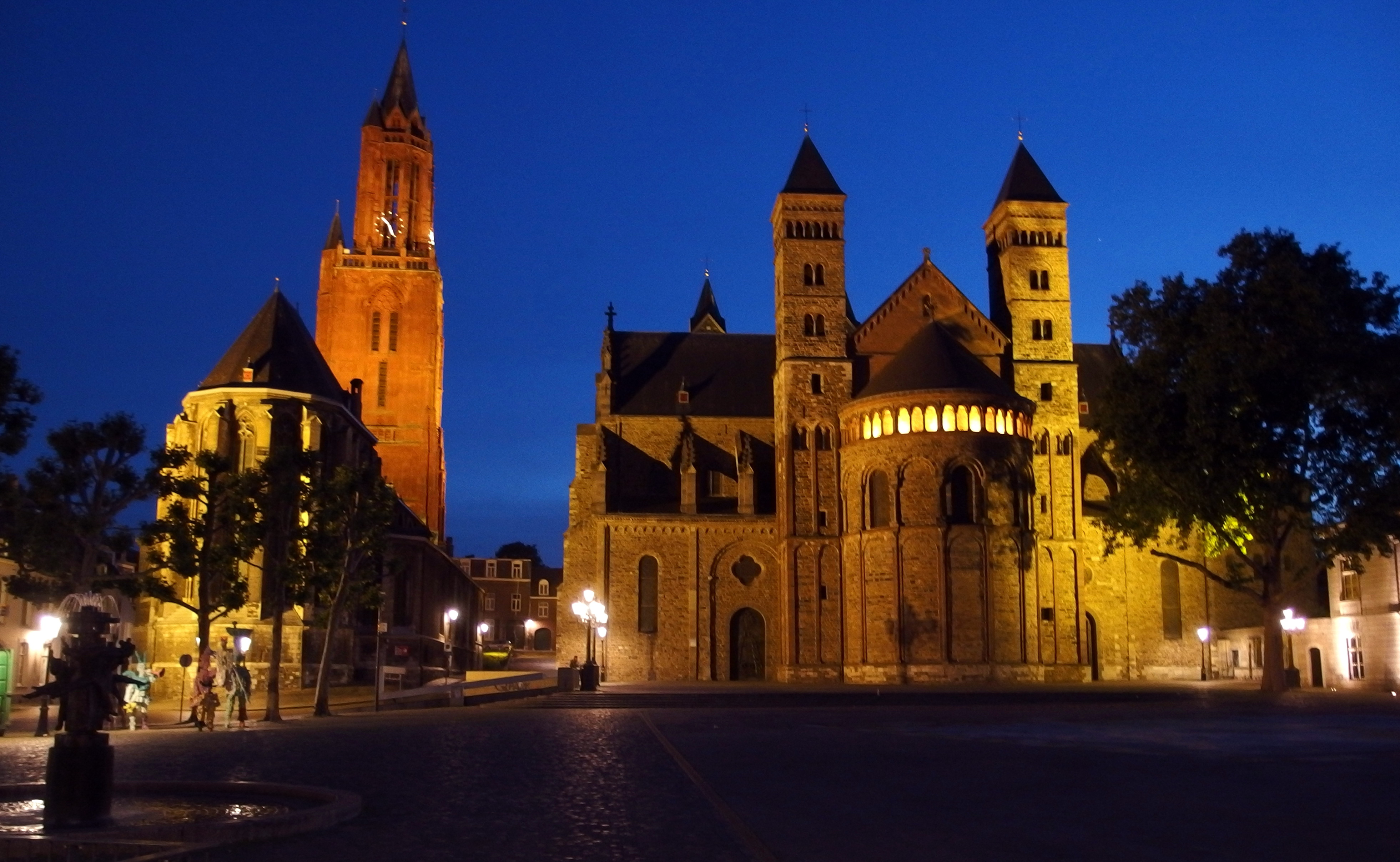
Maastrichtse "kerkentweeling". Links de (vm.) parochiekerk, rechts de kapittelkerk

Bouwkundig verschilt een kapittelkerk van een niet-collegiale parochiekerk doordat er zitplaatsen voor de kanunniken in het priesterkoor van de kerk gereserveerd moeten zijn, bij grotere kapittels wel 60 of 70. Een kapittelkerk heeft om die reden, net als een kloosterkerk, meestal een ruim priesterkoor waar aan weerszijden plaats is voor het koorgestoelte. Omdat de meeste kapittelkerken in het verleden tevens dienstdeden als bisschopskerk, parochiekerk of bedevaartkerk, is het kerkschip over het algemeen groter dan bij een kloosterkerk. Terwijl kloosterkerken in principe geen kerktoren(s) mochten hebben, hebben kapittelkerken die doorgaans wel. Vaak werden de kanunniken in de kapittelkerk begraven; in enkele gevallen alleen de proosten. Soms is in het kerkgebouw een kapittelzaal aanwezig, soms bevindt zich deze elders.
In de omgeving van de kapittelkerk kunnen kanunnikenhuizen, een proosdijgebouw, een laathof, een gasthuis, een brouwerij, voorraadschuren en stallen van het kapittel worden aangetroffen. Sommige grotere kapittels konden het zich veroorloven om naast de kapittelkerk een aparte doop- of parochiekerk te bouwen. Dergelijke "kerkentweelingen" zijn vooral in Duitsland te vinden; in Nederland is het Maastrichtse Vrijthof hiervan het duidelijkste voorbeeld.

## Geschiedenis
De kanunniken die tegenwoordig verbonden zijn aan een kathedraal kapittel zijn altijd geestelijken, maar tijdens het ancien régime was het niet altijd nodig om de hogere priesterwijdingen te hebben ontvangen. Een kapittel was destijds een machtige instelling en bestuurde naast de kapittelkerk vaak ook andere kerkgebouwen en landerijen, soms complete dorpen.
Sommige kerken zijn slechts korte tijd kapittelkerk geweest, doordat het seculier kapittel na enige tijd werd omgezet in een regulier kapittel (bijvoorbeeld van augustijner koorheren) of in een abdij of klooster. De kerk werd dan niet langer aangeduid als kapittelkerk.
De meeste kapittels werden in de 16e eeuw, tijdens de Reformatie, of tegen het einde van de 18e eeuw, met de komst van de Franse revolutionaire legers, opgeheven. Sommige kapittelkerken werden afgebroken, maar de meeste gingen na een periode van leegstand of profanisering, verder als protestants kerkgebouw, parochiekerk of kathedraal. In enkele gevallen werd het kapittel na het vertrek van de Fransen heropgericht.

## Kapittelkerken in Nederland
Binnen de huidige grenzen van Nederland hebben zo'n 60 tot 70 kapittelkerken bestaan, waarvan sommige slechts zeer korte tijd kapittelkerk waren; andere vele eeuwen. De meeste kapittelkerken werden tijdens de reformatie herbestemd voor de protestantse eredienst. In het zuiden bleven enkele kapittels tot het einde van de 18e eeuw bestaan. Utrecht telde tot de 16e eeuw vijf kapittelkerken; Veere, Middelburg en Maastricht hadden er elk twee.
- Aardenburg: Mariakerk (1167-?)
- Abbenbroek: Sint-Egidiuskerk (1483-ca. 1572)
- Achterberg (Utrecht): H. Drievuldigheidskapel, Kasteel Ter Horst (1347-1534)
- Amersfoort: Sint-Joriskerk (1337-1811)
- Arnhem: Sint-Walburgiskerk (1315-ca. 1579; aanvankelijk in Tiel)
- Bergen op Zoom: Sint-Gertrudiskerk (1442-?)
- Breda: Onze-Lieve-Vrouwekerk (1303-?)
- Brielle: Sint-Catharijnekerk (1317-1572)
- Culemborg: Sint-Barbarakerk (1421-ca. 1578)
- Den Haag: Onze-Lieve-Vrouwekerk (1367-1572)
- Deventer: Sint-Lebuïnuskerk (ca. 840-1591)
- Dokkum: Sint-Bonifatiuskerk (ca. 800-1170/75)
- Dordrecht: Onze-Lieve-Vrouwekerk (1367-ca. 1572)
- Egmond aan den Hoef: Sint-Catharinakerk (1451-ca. 1573)
- Elst: Sint-Werenfriduskerk (ca. 750-1585/88)
- Geertruidenberg: Geertruidskerk (1310-?)
- Geervliet: Onze-Lieve-Vrouwekerk (1308-1571)
- Gorinchem: Sint-Maartenskerk (1378-1572)
- Grave: Sint-Elisabethkerk (1308-?)
- Haaften: Sint-Jan-de-Doperkerk (1400-ca. 1572)
- Heusden: Sint-Catharinakerk (1355-ca. 1598)
- Hilvarenbeek: Sint-Petrus'-Bandenkerk (1157-?)
- IJsselstein: Sint-Nicolaaskerk (1396-1577)
- Kapelle: Onze-Lieve-Vrouwekerk (1503-1578)
- Leiden: Sint-Pancraskerk (1366-1574)
- Maastricht: Sint-Servaaskerk (ca. 850-1797) en Onze-Lieve-Vrouwekerk (10e/11e eeuw-1797)
- Meerssen: Sint-Bartholomeuskerk (10e eeuw-eind 12e eeuw)
- Middelburg: Sint-Maartenskerk (1479-1574) en Sint-Pieterskerk (1311-1574)
- Naaldwijk: Sint-Adriaanskerk (1307-1572)
- Nederhemert: Sint-Servaaskerk (Eilandkerk) (1474-1572/83)
- Nieuwerkerk: Sint-Janskerk (1499-ca. 1575)
- Nijmegen: Grote of Sint-Stevenskerk (1475-1591)
- Oirschot: Sint-Petruskerk
- Oldenzaal: Sint-Plechelmuskerk (954-ca. 1639)
- Oostvoorne: Sint-Pancratiuskerk (1349-1572)
- Roermond: Heilige-Geestkapel (1361-1661) en Sint-Christoffelkathedraal (1661-nu?)
- Rossum: Sint-Maartenskerk (1438-1572/99)
- Sint-Maartensdijk: Sint-Maartenskerk (1428-ca. 1577)
- Sint Odiliënberg: Basiliek van de H.H. Wiro, Plechelmus en Otgerus (?-1361)
- Sint-Oedenrode: Sint-Odakerk (?-1648)
- Sittard: Sint-Petrus' Stoel van Antiochiëkerk (1299-1802)
- Stavoren: Sint-Odulfuskerk (ca. 900-1132)
- Steenwijk: Sint-Clemenskerk (1295-1592)
- Susteren: Sint-Amelbergakerk (12e/13e eeuw-1794/1802)
- Thorn: Sint-Michaëlskerk (12e eeuw-1797)
- Tiel: Sint-Maartenskerk (ca. 950-1315; daarna overgeplaatst naar Arnhem)
- Utrecht: Dom van Utrecht (ca. 800-1811), Oudmunster (ca. 800-1811), Mariakerk (1076/94-1811), Sint-Janskerk (ca. 1050-1811), Sint-Pieterskerk (ca. 1048-1811)
- Veere: Onze Lieve Vrouwekerk (1467/69-1572) en Onze-Lieve-Vrouwekerk, Zandenburg (1484-ca. 1572)
- West-Souburg: Sint-Maartenskerk (1457/60-1574)
- Wijk bij Duurstede: Johannes de Doperkerk (1365-1811)
- Zaltbommel: Sint-Maartenskerk (1303-1572)
- Zierikzee: Sint-Lievenskerk (1378-1573)
- Zutphen: Sint-Walburgiskerk (voor 1059-1591)

## Kapittelkerken in België
In België  zijn de meeste kapittelkerken in de Franse tijd opgeheven. Enkele kathedrale kapittels werden in de 19e of 20e eeuw heropgericht. De stad Luik had ooit acht kapittelkerken (inclusief de Sint-Lambertuskathedraal met het grootste kapittel in de Nederlanden). Daarvan zijn er nog zes over, maar slechts één (de Sint-Pauluskathedraal) beschikt nog over een kapittel.
- Aalst: Sint-Martinuskerk (1495-1797)
- Aldeneik: Sint-Annakerk (10e/12e eeuw-1571; verplaatst naar Maaseik)
- Amay: Collegiale kerk van Sint-Joris en Sint-Oda
- Andenne: Sint-Beggakerk (9e/12e eeuw-1797)
- Anderlecht: Sint-Pieter-en-Sint-Guidokerk  (1077-1797)
- Antwerpen: Onze-Lieve-Vrouwekathedraal (1124-1801; heropgericht in de 20e eeuw), Sint-Michielsabdijkerk (10e eeuw-1124) en Sint-Jacobskerk (1656-1802)
- Bergen: Sint-Waltrudiskerk (1090-1793), Sint-Germanuskerk (ca. 970-1797) en Sint-Pieterskerk (899-1099)
- Binche: Sint-Ursmaruskerk (1409-1797)
- Borgloon: Sint-Odulfuskerk (voor 1027-1797)
- Bornem: Parochiekerk Onze-Lieve-Vrouw en Sint-Leodegarius (1102?-?)
- Brugge: Onze-Lieve-Vrouwekerk (1091-1789), Sint-Donaaskathedraal (10e eeuw-1795) en Sint-Salvatorskathedraal (1835-heden)
- Brussel: Kathedraal van Sint-Michiel en Sint-Goedele (1047-heden)
- Celles: Sint-Hadelinuskerk (voor 1000-1795?)
- Dendermonde: Onze-Lieve-Vrouwekerk (ca. 1105-1797)
- Dinant: Onze-Lieve-Vrouwekerk
- Doornik: Onze-Lieve-Vrouwekathedraal, Sint-Martinuskerk en Sint-Medarduskerk
- Drongen: abdijkerk van Drongen (ca. 920-ca. 1140)
- Eine: Sint-Eligiuskerk (1175/1200-1797)
- Geel: Sint-Dimpnakerk (1562-1797)
- Gent: Sint-Veerlekerk (945-1581) en Sint-Baafskathedraal (16e eeuw-heden)
- Haaltert: Sint-Gorikskerk (1046-1795?)
- Harelbeke: Sint-Salvatorkerk (1040/50-1797)
- Herentals: Sint-Waldetrudiskerk (1366-1797)
- Hoegaarden: Sint-Gorgoniuskerk (ca. 981-1797)
- Hoei: Onze-Lieve-Vrouwkerk (tot 1797)
- Hoogstraten: Sint-Catharinakerk (1523-1797?)
- Ieper: Sint-Maartenskerk (1096/99-1795) en Sint-Pieterskerk (1073-1102)
- Kemzeke: Sint-Jacobuskerk (1117-voor 1140)
- Kortessem: Sint-Pieterskerk (1225-1797)
- Kortrijk: Onze-Lieve-Vrouwekerk (1200-1797)
- Leuven: Sint-Pieterskerk (?)
- Leuze-en-Hainaut: Sint-Pieterskerk (1000-1797)
- Liedekerke: Sint-Niklaaskerk (1091-1797?)
- Lier: Sint-Gummaruskerk
- Lobbes: abdijkerk van Lobbes (973-1409)
- Luik: Heilig Kruiskerk (10e/11e eeuw-1797), Sint-Bartolomeüskerk (10e/11e eeuw-1797), Sint-Dionysiuskerk (10e/11e eeuw-1797), Sint-Janskerk (10e/11e eeuw-1797), Sint-Lambertuskathedraal (9e/10e eeuw-1794), Sint-Maartensbasiliek (10e/11e eeuw-1797), Sint-Pauluskerk (10e eeuw-heden), Sint-Pieterskerk (10e/11e eeuw-1797) en Sint-Jacobskerk (1797-1801)
- Maaseik: Sint-Catharinakerk (1571-1797)
- Mechelen: Sint-Romboutskathedraal (999 ?-heden)
- Meerbeke: Sint-Pieterskerk (1105-1797)
- Mesen: Sint-Niklaaskerk (voor 1065-1797?)
- Munsterbilzen: Abdijkerk Munsterbilzen (12e eeuw-1797?)
- Nevele: Sint-Mauritius en Gezellenkerk (1084-1144)
- Nijvel: Sint-Gertrudiskerk (?)
- Ninove: Onze-Lieve-Vrouw-Hemelvaartkerk (1114/19-1797?)
- Oudenburg: Onze-Lieve-Vrouwekerk (?-1079)
- Petegem: Sint-Martinuskerk (1082-1144)
- Ronse: Sint-Hermeskerk (950-1797)
- Sint-Truiden: Onze Lieve Vrouw Ten Hemelopneming (1399-?)[1]
- Tongeren: Onze-Lieve-Vrouwekerk (9e eeuw-1797?)
- Torhout: Sint-Pieterskerk (ca. 1075-1797)
- Turnhout: Sint-Pieterskerk (1398-1797)
- Veurne: Sint-Walburgakerk (879/926-1797)
- Voormezele: abdijkerk van Voormezele (1069-ca. 1100)
- Waasten: Sint-Petrus-en-Pauluskerk (1065/87-1138)
- Zinnik (Soignies): Sint-Vincentiuskerk (900-1797)
- Zonnebeke: Onze-Lieve-Vrouwekerk (1072-1142)